# New Boyz
New Boyz fue un dúo de raperos, Ben J y Legacy, de Hesperia, California. Se estrenaron en el 2009 con su hit You're Jerk recogido de su primer álbum "Skinny Jeanz and a Mic", lanzado en septiembre del 2009. La canción llegó al número 24 en la lista de Billboard Hot 100, la canción "You're Jerk" fue la canción que marcó un estilo propio. Seguidamente produjeron su segunda canción Tie me Down con Ray J que alcanzó el número 22 en la lista. También inspiraron con su música de Giggin a muchos en Los Ángeles y Nueva York.

## Biografía
Benjamín y Thomas se reunieron como estudiantes de primer año en la [Escuela Superior de Hesperia]. [2]  Eran originalmente rivales , pero se hicieron amigos por un interés común en la música. [3] Thomas comenzó a rapear en la edad de ocho años después de ver un video musical de Bow Wow, pero Benjamín no tenía planes de seguir una carrera musical, en cambio, tenía la intención de jugar al Fútbol en San Diego Unified School District . [4] Sin embargo, Benjamin decidió concentrarse más en la música después de descubrir que Thomas podía lograr el éxito en el rap. Como su cumpleaños son octubre y con sólo un día de diferencia, juntaron su dinero de regalos para comprar unos equipos de grabación. Thomas aprendió a hacer ritmos de las canciones del grupo con un programa informático llamado Fruity Loops, diciendo: "He tenido que aprender por mí mismo. No quiero pagar por golpes." [5] Después de que Thomas se fuera a una escuela nueva, decidieron formar un grupo. Benjamín se llamó "Ben J" y Thomas, "Legacy". Comenzaron a actuar juntos como Boyz Swagger el 4 de julio de 2008 [4] y crearon una página en MYSPACE para promover su auto-publicación "Colorz" [3].
2009: Skinny Jeanz and a Mic
En el verano de 2009, NEW BOYZ estrenó una nueva canción, You're a Jerk basado en el estilo de baile Jerk (baile). Se convirtió en un éxito a nivel nacional. "You're a Jerk" alcanzó su punto máximo en el # 24 en el Billboard Hot 100 y # 4 en las listas Hot Tracks Rap. NEW BOYZ debutó con el álbum Skinny Jeanz and a Mic. Fue lanzado en septiembre de 2009. Publicado por shotty y Asylum Records, el álbum alcanzó el puesto # 56 en el Billboard 200 y # 8 en el Top Albums Rap .Tie Me Down ft Ray-J fue el segundo sencillo de NEW BOYZ. Alcanzó el número # 20 Billboard Hot 100 y # 4 en las listas Hot Tracks Rap
- Datos: Q1631159
- Multimedia: New Boyz / Q1631159